# しょっぱい
しょっぱいとは、「塩辛い」（塩味が強い）を意味する東日本方言。「鹹し」（しおはゆし、しわはゆし）から転じた語である。
これが転用により「情けない・恥ずかしい」「けちな」「嫌な」などどいった意味で使われるようになった。本項では転用された用法について記述する。本来の意味については「塩味」を参照のこと。

## 転用
転用により、「あいつはしょっぱい奴だ」「そうしょっぱいことを言うな」「しょっぱい顔をする」「しょっぱい仕事」のように使うのは、後述のように特定の業界で使用されてきた隠語（ジャーゴン）である。 

### スポーツ
元々は、大相撲の世界で始まったもので、塩が撒かれる土俵に這ってばかりいる、すなわち「弱い」ことを暗に表す形容詞である。後に大相撲から転じた力道山によってプロレス界でも使われるようになった。
プロレスの場合は主に、観客を満足させるに足りないような試合や、舞台内外で観客を満足させるパフォーマンス能力に欠けるプロレスラーに対して「しょっぱい」という評価が下される。試合で弱くてもヤラレっぷりの良さやマイクパフォーマンスの面白さから人気を集めるレスラーが存在する一方で、技術があるレスラーや勝ち星の多いレスラーでも、試合運びが単調であったり技の見栄えが地味だと「つまらない」と観客の顰蹙を買うことがあるため、大相撲本来の用法と異なり「しょっぱい＝弱い」とは言えない。
プロレス用語としては、新日本プロレスの平田淳嗣がマイクで放った「しょっぱい試合ですみません」（SGタッグリーグIV決勝戦後、於：1994年10月30日／新日本プロレス 両国国技館大会）が有名。プロレスラー間の業界用語（隠語）であった「しょっぱい」がファンの前で語られた端緒であった。
プロボクシングにおいても内藤大助が熊朝忠とのWBC世界フライ級王座5度目の防衛戦でダウンを喫するも判定で防衛成功となり、試合後の勝利者インタビューで「しょっぱい試合をして申し訳ありません」のコメントを残している。
「塩漬け」という言葉もある。意味としては、格闘技などの試合中に長い間膠着状態・お見合い状態に陥り、観客が静まり返っている状態を指すものである。具体的には、総合格闘技では相手をテイクダウンして上から抑え込む状態が続いていること、キックボクシングでは相手に持ち味を出させず盛り上がりに欠ける試合をすることを指すなど、広く使われている。

### 芸能界
塩対応
上記のような意味で使われる俗語としての「しょっぱい」はもともとプロレス・格闘技界の言葉であったが、2000年代以降にお笑いタレントの内村光良らによって芸能界でもよく使われるようになった。さらにこの俗語「しょっぱい」から「しょっぱい対応」という意味の「塩対応」という言葉が生まれた。
例えば、アイドルの握手会にて、アイドルがファンに対して素っ気ない対応をすることを「塩対応」（しょっぱい素振り、転じて冷たく愛想の無い対応を意味する）と呼ぶ。2014年には、元AKB48の島崎遥香が塩対応するアイドルとして広く知られるようになった。
「ユーキャン新語・流行語大賞」では「塩対応」が2014年11月にその年の新語・流行語としてノミネートされた50語の一つとなり、島崎遥香に言及する形で報道された。『現代用語の基礎知識』では2014年11月に発売された「2015年版」から「塩対応」の説明を掲載している。
神対応
反対に、真心のこもった対応や、他と比較して圧倒的に素晴らしい対応などは「神対応」と呼ばれる。「神対応」の方は、主にTwitterなどのSNSなどによって広まったネットスラングでもある。